# 僧侶と交わる色欲の夜に…
『僧侶と交わる色欲の夜に…』（そうりょとまじわるしきよくのよるに）は、真臣レオンによる日本の漫画作品。2014年6月2日より『ComicFesta』『めちゃコミック』『コミックシーモア』『Renta!』などにウェブコミックとして配信しており、「Clair TL Comics」（発行：彗星社、発売：星雲社）にて単行本が刊行されている。

## あらすじ
大学生の美桜は中学の同窓会でかつて片想いしていた隆秀と再会するが、彼は実家の寺を継いで僧侶になっており、頭は剃髪していた。「僧侶なら色恋沙汰には興味ないのでは」という思い込みから美桜はヤケ酒で泥酔し、隆秀に家まで送ってもらうが介抱するフリから身体の関係寸前まで許してしまう。翌朝、隆秀の両親と顔を合わせると「自分の婚約者」と紹介され、なし崩し的に隆秀の寺で彼の両親と共に同棲することになる。隆秀の弟の雪隆から僧侶の妻としての苦労を聞かされたり、檀家との付き合いを通じて、一旦は隆秀との交際を諦めるが、想いの強さから僧侶の妻として生きる決意を固める。

## 登場人物
深谷美桜
声 - 原舞香
本作の主人公で大学4年生。中学時代、クラスメイトの隆秀に片想いしていた。
九条隆秀
声 - 鈴城葉
僧侶。僧侶の妻として苦労をした母を見てきたため結婚に奥手で、中学時代にはクラスメイトの美桜を思っていたが恋愛に踏み込めなかった。同窓会で再会した美桜に想いが再燃するが、恋愛経験の不足とS気質のため、強引に迫る。僧侶としては優秀で本山や檀家からの信頼は篤い。
九条雪隆
声 - 恋津田連也
隆秀の弟で、美桜と同じ大学に通う。家業の僧職を嫌い、実家を出て一人暮らしをする。僧侶の妻となろうとする美桜に警告する。
九条清隆
声 - 狂々パーマ
隆秀の父で、寺の住職。僧侶の妻として苦労をかけた分、妻の栞を気遣う。
九条栞
声 - 秋山ねりね
隆秀の母。僧侶の家であること知りながら、隆秀と交際する美桜を実の娘のように優しく接すると同時に、積極的に既成事実をつくろうとする。

## 書誌情報
- 真臣レオン『僧侶と交わる色欲の夜に…』Clair TL Comics（星雲社）、既刊10巻（2024年12月18日現在）
  1. 2015年6月19日発売[3]、ISBN 978-4-434-20470-8
  2. 2015年10月19日発売[4]、ISBN 978-4-434-20967-3
  3. 2016年6月18日発売[5]、ISBN 978-4-434-21826-2
  4. 2017年4月18日発売[6]、ISBN 978-4-434-23044-8
  5. 2018年6月18日発売[7]、ISBN 978-4-434-24644-9
  6. 2019年5月18日発売[8]、ISBN 978-4-434-25851-0
  7. 2020年8月18日発売[9]、ISBN 978-4-434-27686-6
  8. 2021年12月18日発売[10]、ISBN 978-4-434-29439-6
  9. 2023年6月18日発売[11]、ISBN 978-4-434-31804-7
  10. 2024年12月18日発売[12]、ISBN 978-4-434-34550-0

## テレビアニメ
2017年4月から6月までTOKYO MXほかにて5分枠の短編アニメとして放送。開発はセブンことアニメーションスタジオ・セブンが行い、監督にはアダルトアニメの経験が豊富な荒木英樹が担当した。
ComicFestaに関連する配信サイト「アニメZone」発のティーンズラブおよびレディコミのアニメ作品第一弾であり、以降の作品に共通する全年齢対象の地上波版（通常版）、R-15指定のAT-X版、R-18指定でノーカットのアニメZONE配信版（完全版）の3種類が存在する。このようなやり方は『ピーター・グリルと賢者の時間』、『エタニティ 〜深夜の濡恋ちゃんねる♡〜』などにも影響を与えた。
地上波版ではアダルトシーンは「TERA劇場」というミニコーナーに差し替えられている。この方式は同じくセブンが制作する『おくさまが生徒会長!』と同じような演出であり、同作の「おくさま劇場」のスタッフが参加している。アニメZONE配信の「完全版」では局部モザイク描写ありの完全成年向け作品となっている。パッケージ販売に関しては、上記地上波および規制解除版と、アニメZone完全版の2バージョンで行われる。後者はR-18レーティングであるため店頭確認が必須となる。
インターネット配信は上記アニメZoneの他、Youtubeおよびニコニコチャンネルでも通常版を期間限定で配信を行っている。
なお、上記のとおり以降のティーンズラブ作品も同時間枠でアニメ化されており、これらを指してインパクトが強かった本作の印象から「僧侶枠」と言う呼称もなされている。
2018年1月4日（3日深夜）にはTOKYO MXで『僧侶と交わる色欲の夜に…新春煩悩スペシャル』と題して第1話から第8話までを特別放送。

### スタッフ
- 原作 - 真臣レオン
- 監督 - 荒木英樹
- キャラクターデザイン・総作画監督 - あおばみずき
- 美術 - 多田野集
- 撮影監督・編集 - 堀川和人
- 撮影 - 中農輝誠
- 色彩設計 - 竹澤聡
- 音響監督 - ひらさわひさよし
- 音響効果 - 秘密結社四谷辺り
- 音楽 - Fish☆Man
- 音響制作 - Cloud22
- プロデューサー - 宮本梓紗、三宅俊裕、瀬川章子、堀江拓
- アニメーション制作 - セブン
- 製作著作 - 九条くんの煩悩を見守る会

### 主題歌
「meaning of life」
Confetti Smile1による主題歌。作詞はHH、作曲・編曲はISAO。

### 各話リスト
| 話数     | サブタイトル                                  | シナリオ | 絵コンテ | 演出     | 作画監督       |
| -------- | --------------------------------------------- | -------- | -------- | -------- | -------------- |
| 第一話   | 僧侶の前に…俺だって男だよ                     | たかだ誠 | 荒木英樹 | 荒木英樹 | あおばみずき   |
| 第二話   | 僧侶だって、恋愛するし、結婚もするし、それに… | たかだ誠 | 荒木英樹 | 荒木英樹 | 荒木英樹       |
| 第三話   | カラダの相性は悪くなさそうだと思ったんだけど  | たかだ誠 | 荒木英樹 | 荒木英樹 | 荒木英樹       |
| 第四話   | ……俺に触られるのは……いや？                    | たかだ誠 | 影山楙倫 | 荒木英樹 | 荒木英樹       |
| 第五話   | 俺が何も考えないで――ああいう事してると思う？  | たかだ誠 | 荒木英樹 | 荒木英樹 | 荒木英樹       |
| 第六話   | 俺も好き。好きだ                              | たかだ誠 | 荒木英樹 | 荒木英樹 | 荒木英樹       |
| 第七話   | 脱がせて。目、見ながら                        | たかだ誠 | 影山楙倫 | 荒木英樹 | 荒木英樹       |
| 第八話   | 俺達の間に愛があるか、確かめてもいい？        | たかだ誠 | 荒木英樹 | 荒木英樹 | 荒木英樹       |
| 第九話   | 子どもなんだよ                                | たかだ誠 | 影山楙倫 | 荒木英樹 | 荒木英樹       |
| 第十話   | 深谷は、俺のものだ                            | たかだ誠 | 影山楙倫 | 荒木英樹 | 荒木英樹       |
| 第十一話 | 自分が苦しんで初めて人の苦しみがわかる        | たかだ誠 | 荒木英樹 | 荒木英樹 | Hwang youngsik |
| 第十二話 | 誰にも渡したくない                            | たかだ誠 | 荒木英樹 | 荒木英樹 | 荒木英樹       |
| 第十三話 | 深谷と九条のラブラブ日記                      | たかだ誠 | -        | -        | -              |

### 放送局
| 放送期間               | 放送時間                     | 放送局   | 対象地域 | 備考                                                                                      |
| ---------------------- | ---------------------------- | -------- | -------- | ----------------------------------------------------------------------------------------- |
| 2017年4月3日 - 6月26日 | 月曜 1:00 - 1:05（日曜深夜） | TOKYO MX | 東京都   |                                                                                           |
| 2017年4月4日 - 6月27日 | 火曜 1:55 - 2:00（月曜深夜） | AT-X     | 日本全域 | CS放送 / リピート放送あり 地上波版                                                        |
| 2017年4月12日 - 7月5日 | 水曜 1:55 - 2:00（火曜深夜） | AT-X     | 日本全域 | CS放送 / リピート放送あり 解禁版（視聴年齢制限あり）第2話より（第1・8話は地上波版と共通） |

| 配信開始日    | 配信時間                                                    | 配信サイト         | 備考                                                |
| ------------- | ----------------------------------------------------------- | ------------------ | --------------------------------------------------- |
| 2017年4月3日  | 月曜 0:00更新                                               | アニメZone         | 『ComicFesta』サイト内 / 年齢制限のある完全版も配信 |
| 2017年5月26日 | 金曜 21:00（第1話 - 第8話） 月曜 1:00更新（第9話 - 第13話） | ニコニコチャンネル | 第1話 - 第8話同時配信開始 全話6月30日まで無料後削除 |

| TOKYO MX 月曜 1:00 - 1:05（日曜深夜）枠                                      | TOKYO MX 月曜 1:00 - 1:05（日曜深夜）枠                            | TOKYO MX 月曜 1:00 - 1:05（日曜深夜）枠                         |
| 前番組                                                                       | 番組名                                                             | 次番組                                                          |
| ---------------------------------------------------------------------------- | ------------------------------------------------------------------ | --------------------------------------------------------------- |
| 刀剣乱舞 おっきいこんのすけの刀剣散歩 （実写。2017年1月9日 - 2017年3月27日） | 僧侶と交わる色欲の夜に… （アニメ再開。ここからComicFestaアニメ枠） | スカートの中はケダモノでした。 （2017年7月3日 - 2017年9月25日） |